# Enterotoksyny
Enterotoksyny – rodzaj egzotoksyn wydzielanych przez niektóre gatunki bakterii chorobotwórczych. Powodują zatrucia pokarmowe. Często odporne na ciepło, rozpuszczalne w wodzie. Wpływają na wchłanianie wody w jelicie powodując biegunkę.
Przykłady organizmów wytwarzających enterotoksyny:
- bakteryjne:
  - gronkowiec złocisty
  - pałeczka okrężnicy
  - przecinkowiec cholery
  - shigella
  - Clostridium perfringens[1]
- wirusowe:
  - rotawirusy (NSP4)